# Deutscher Schriftstellerinnenbund
Der Deutsche Schriftstellerinnenbund war eine Interessenvereinigung von Autorinnen in Berlin von 1896 bis  1930.

## Geschichte

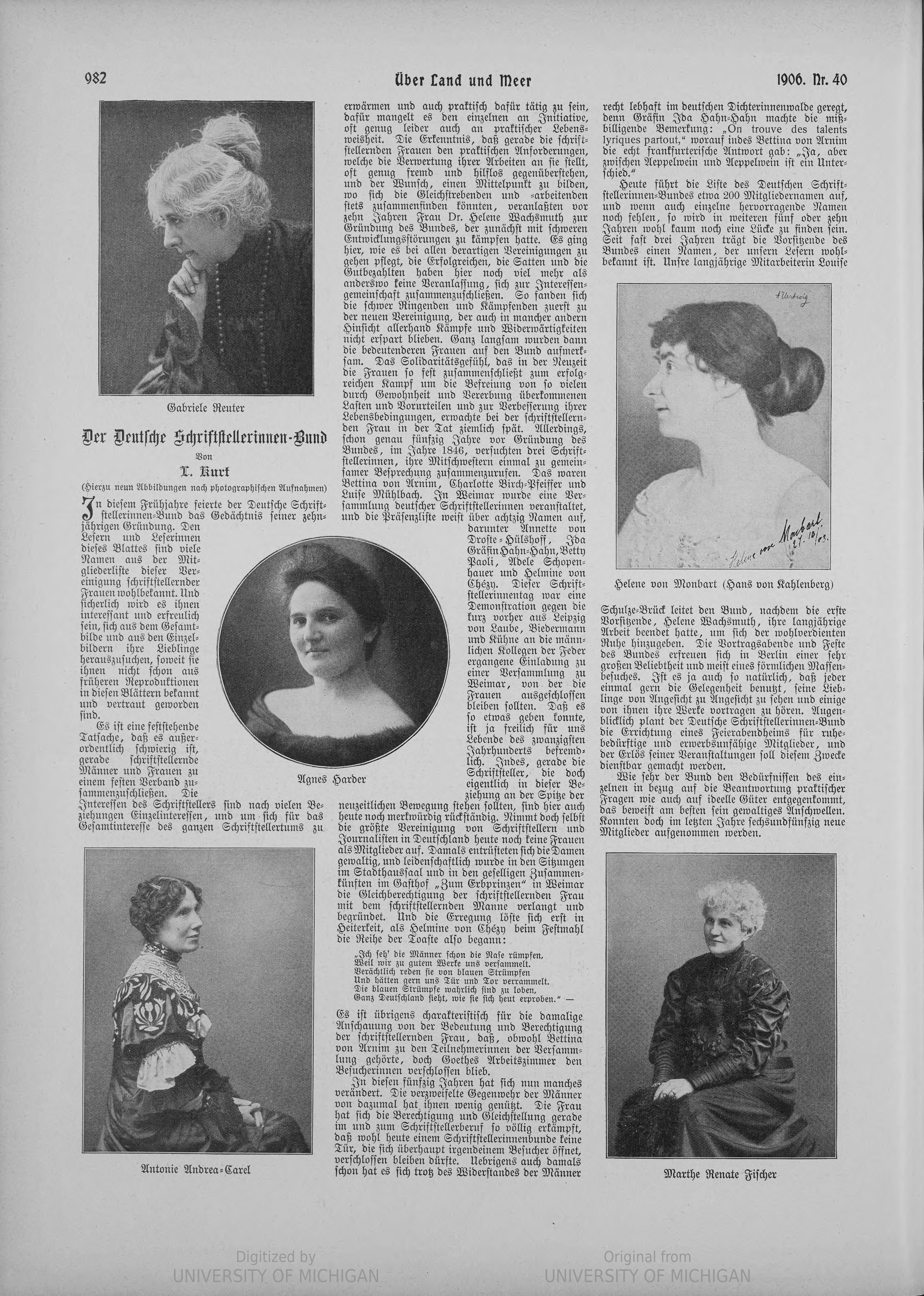
Der Deutsche Schriftstellerinnen-Bund, 1906

1896 gründete Marie Wernicke mit weiteren Autorinnen den Deutschen Schriftstellerinnenbund. Er war der erste literarische Interessenverband von Frauen im Deutschen Reich (die Vereinigung der Schriftstellerinnen und Künstlerinnen Wien bestand bereits seit 1885) und sollte deren Belange stärker unterstützen. Offizielle Ziele waren die Herbeiführung einer regeren Anteilnahme der deutschen Frauen auf den Gebieten der Kunst und Wissenschaft, Hebung und Forderung der deutschen Poesie und weitere.
1898 schied Marie Wernicke mit einigen Mitgründerinnen aus und gründete die Freie Vereinigung deutscher Schriftstellerinnen.
Der verbliebene Deutsche Schriftstellerinnenbund beabsichtigte nun, gemeinsame Interessen zu fördern, persönliche Bekanntschaft und Kenntnis der Werke der Mitglieder zu vermitteln. 1900 gab es 101 Mitglieder, 1907 über 200 und 1917 160. Nach 1914 war er wieder der einzige deutsche Schriftstellerinnenverband.
Im November 1928 wurde er in Bund Deutscher Schriftstellerinnen und Journalistinnen umbenannt. Zu dieser Zeit hatte er eine stark nationalistische Ausrichtung. 1930 löste er sich auf, viele Mitglieder gingen dann in den Deutschen Schriftsteller-Verband.

## Persönlichkeiten

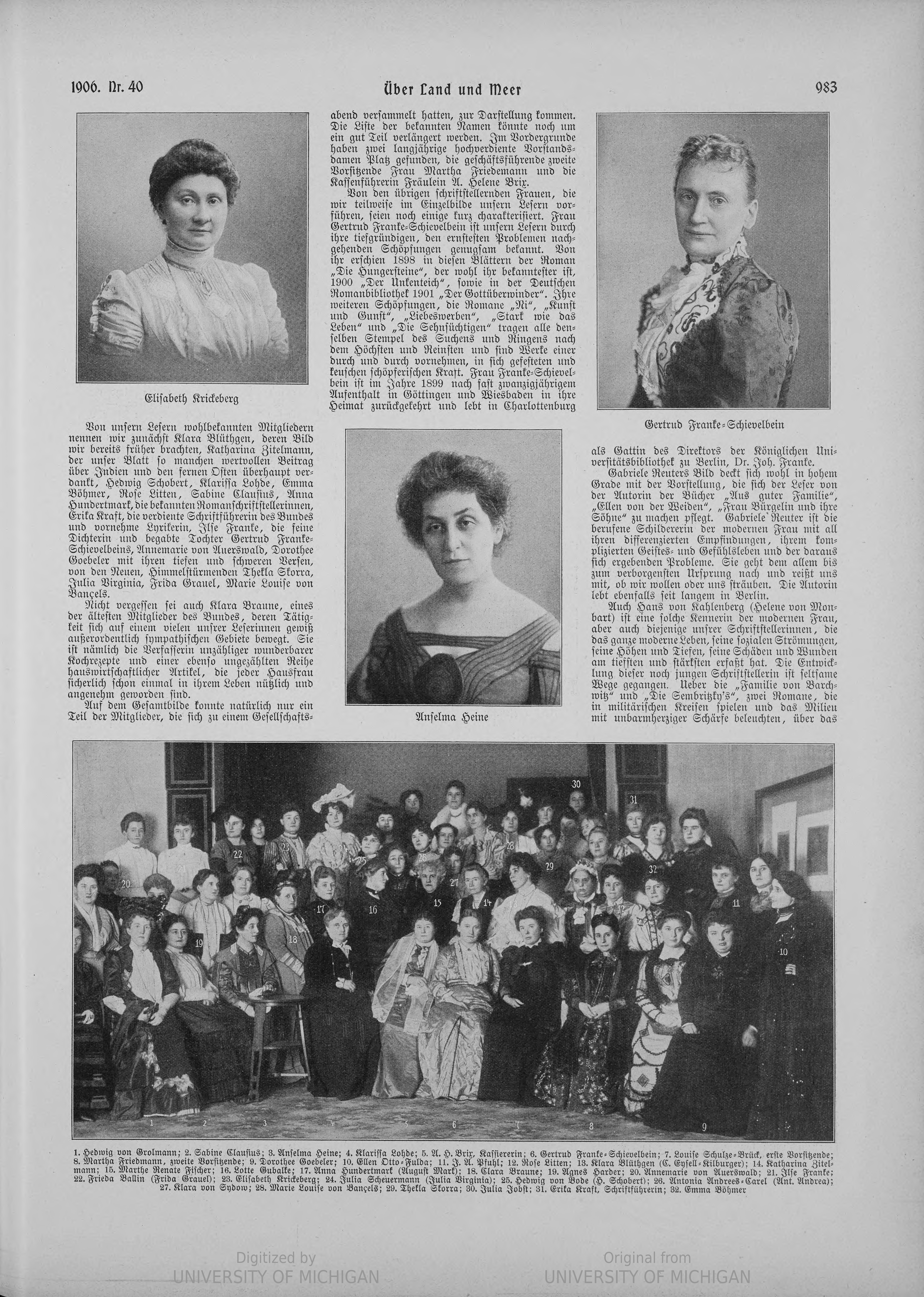
Deutscher Schriftstellerinnen-Bund, 1906

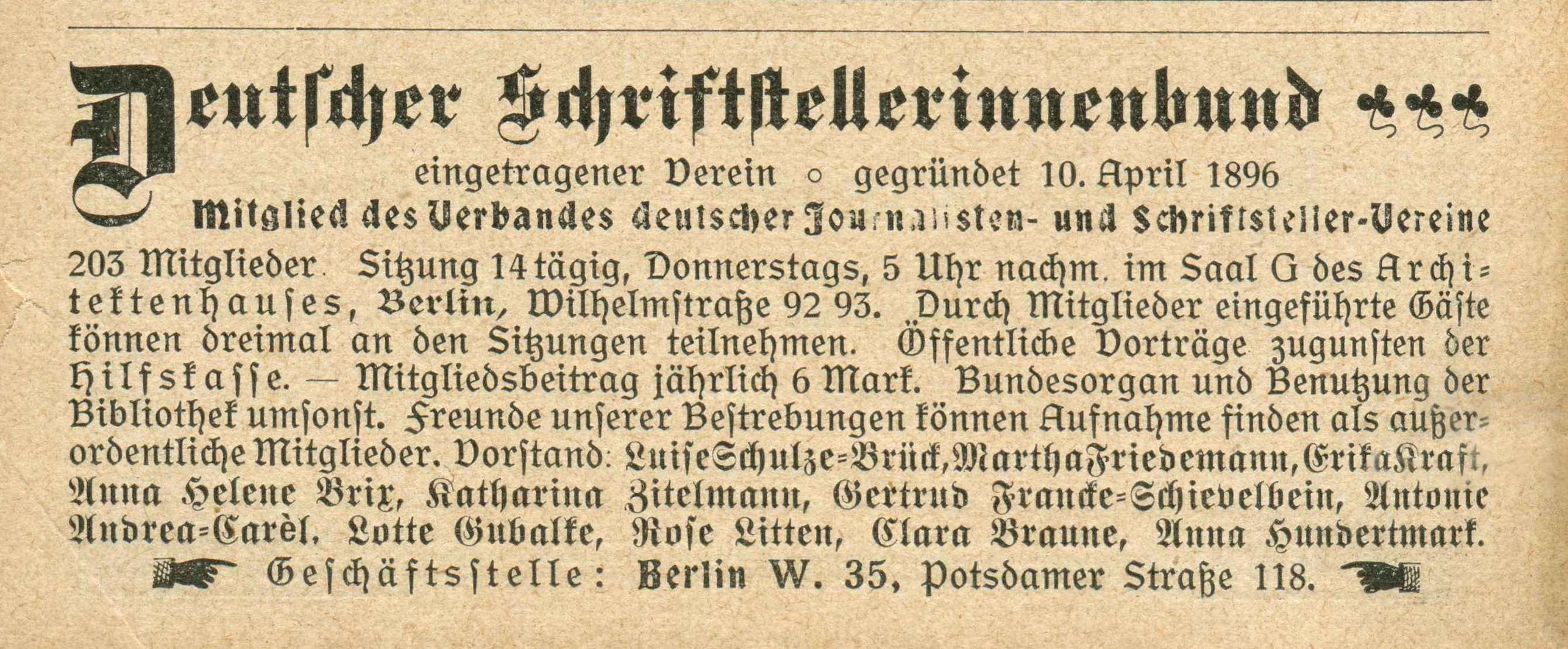
Deutscher Schriftstellerinnenbund, 1907

Die meisten Mitglieder des Deutschen Schriftstellerinnenbundes waren eher unbekannte Autorinnen, für die Austausch und Unterstützung eine besondere Bedeutung hatten. 
Vorsitzende
- Marie Wernicke, 1896–1898
- Helene Wachsmuth, 1898–1903
- Louise Schulze-Brück, 1903–1908
- Katharina Zitelmann, 1908–1918
- Ilse Hamel, 1928 erwähnt

Weitere Vorstandsmitglieder
- Marie Mancke (Marie von Felseneck), 1896–1898
- Luise Braun, 1896–nach 1899, 1898/99 Geschäftsführerin, II. Vorsitzende
- Ottilie Bach, 1896–1898
- Martha Friedemann, 1898–nach 1906
- Sophie Pataky, 1898–um 1904
- Anna Helene Brix, 1898–nach 1906
- Erika Kraft, mindestens 1906–1907, Schriftführerin
- Antonia Andrees-Carel, 1907
- Clara Braune, 1907
- Gertrud Franke-Schievelbein, 1907
- Lotte Gubalke, 1907
- Anna Hundertmark, 1907
- Rose Litten, 1907
- Margarete Pochhammer, 1917, II. Vorsitzende

Weitere Mitglieder
- Wilhelmine Althaber
- Annemarie von Auerswald, 1906
- Frieda Ballin , 1906
- Marie Louise von Bançels, 1906
- Clara Blüthgen, 1906
- Emma Böhmer, 1906

- Margarete Bruch
- Sabine Clausius, 1906
- Marthe Renate Fischer, 1906
- Ilse Franke, 1906
- Florentine Gebhardt
- Dorothee Goebeler, 1906
- Hedwig von Grolmann, 1906
- Agnes Harder, 1906
- Anselma Heine, 1906
- Julia Jobst, 1906
- Elisabeth Krickeberg, 1906
- Klarissa Lohde, 1906
- Ellen Otto-Fulda, 1906
- J. A. Pfuhl, 1906
- Julia Scheuermann , 1906
- Hedwig Schobert, 1906
- Thekla Skorra, 1906
- Klara von Sydow, 1906

## Publikationen
Organe
- Mitteilungen des Deutschen Schriftstellerinnenbundes, unregelmäßig erschienen
- Das Recht der Feder, 1896–1901 (konnte mitgenutzt werden)
- Die literarische Praxis, 1902–  (konnte mitgenutzt werden)
- Neu-Deutschlands Frauen, 1917